# 方峴駅
方峴駅（パンヒョンえき、朝鮮語: 방현역）は、朝鮮民主主義人民共和国平壌直轄市方峴洞にある駅であり、平北線に属する。

## 歴史
- 1939年9月27日：開業[1]。

## 隣の駅
平北線
鳳鳴駅 - 方峴駅 - 亀城駅